# تلمبه بگلر یاراحمدی
تلمبه بگلر یاراحمدی یک منطقهٔ مسکونی در ایران است که در دهستان ریزآب واقع شده‌است. تلمبه بگلر یاراحمدی ۶۸ نفر جمعیت دارد.